# Küpper (Fluss)
Die Küpper, auch Kipper (polnisch Miedzianka) ist ein rechter Nebenfluss der Lausitzer Neiße in Polen.
Sie entsteht unterhalb von Bogatynia (Reichenau) durch den Zusammenfluss des Erlichtbaches, auch Erlbach (polnisch Miedzianka, tschechisch Oleška) und des Schladebaches (poln. Ślad).
An der Küpper befand sich früher das Dorf Türchau (Turoszów), das dem Tagebau zum Opfer fiel. Der Fluss ist heute stark begradigt. Links der Küpper liegt der Tagebau Turów und am rechten Ufer lagern große Abraumhalden.
Die Küpper hat eine Länge von 5,5 km und mündet bei Trzciniec Dolny (Lehde) gegenüber dem sächsischen Dorf Hirschfelde in die Neiße.
Trotz ihres recht kurzen Laufes hat die Küpper bei Niederschlagszeiten einen starken Wasserzufluss aus dem Isergebirge. Das führte in der Vergangenheit mehrmals zu Hochwasserschäden, so am 30. Juli 1897.  Auch am 26. Mai 1916 überflutete der Erlichtbach Reichenau und zerstörte zahlreiche Häuser. Am 26. August 1938 brach der Küppersdamm bei Türchau und die Wassermassen überschwemmten das Dorf. Nach Starkregenfällen wurde der Bach am 7. August 2010 erneut zu einem reißenden Strom und verursachte in Bogatynia schwere Schäden.
siehe auch: Hochwasser und Naturkatastrophen in Sachsen, 1897, 2010
Im Tal der Küpper verläuft die polnische Woiwodschaftsstraße 352, die die wichtigste Verbindung der in einem Zipfel zwischen Tschechien und Deutschland gelegenen Stadt Bogatynia zum übrigen Staatsgebiet darstellt. Auch die als Anschlussstrecke zur Neißetalbahn errichtete und heute nur noch für den Güterverkehr genützte Eisenbahnverbindung von Bogatynia nach Turoszów verläuft entlang der Küpper.

## Erlichtbach

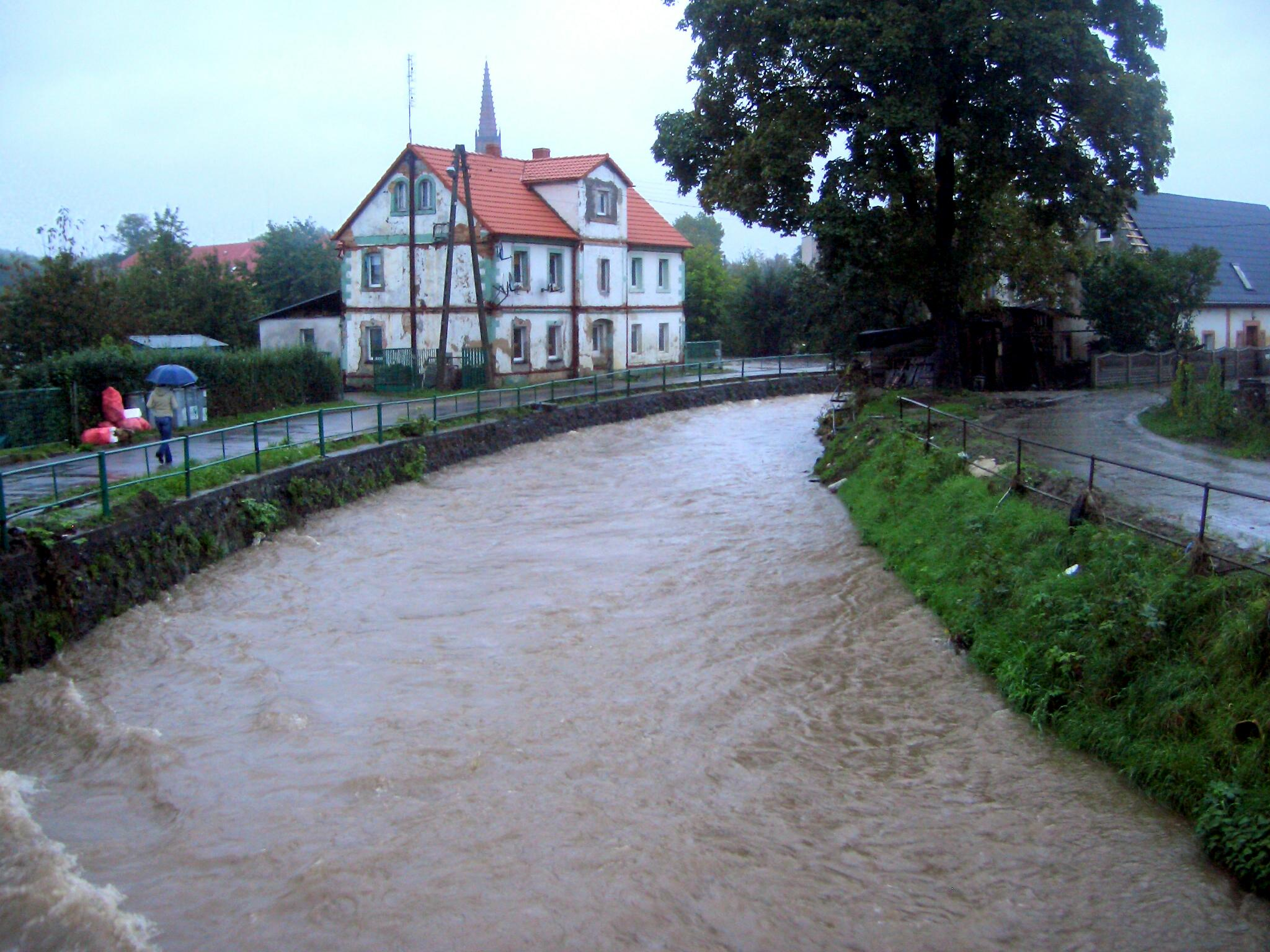
Der Erlichtbach in Bogatynia am 27. September 2010 mit erhöhter Wasserführung

Der Erlichtbach (Oleška) entspringt in Tschechien nördlich von Oldřichov v Hájích (Buschullersdorf) an den Nordhängen des Špičák und Stržový vrch im westlichen Isergebirge aus mehreren Quellbächen, die sich bei den Nichtovy Domky (Nichthäusern) vereinigen.
Er verläuft dann als Dietrichsbach in östliche Richtung durch die Dörfer Dětřichov u Frýdlantu (Dittersbach) und Heřmanice u Frýdlantu (Hermsdorf), hinter welchen er nach ca. 12 km auf polnisches Gebiet fließt. Dort folgen die Orte Markocice (Markersdorf) und Bogatynia. Insgesamt hat der Bach eine Länge von ca. 18 km.

## Schladebach
Der Schladebach (Ślad) entspringt nördlich von Václavice (Wetzwalde) am Kamenný vrch (Steinberg) in Tschechien und fließt in nördliche Richtung, wo er nach einem Kilometer auf polnisches Gebiet gelangt. Am Schladebach liegt der frühere Kurort Opolno Zdrój (Bad Oppelsdorf).
Das Gewässer, das früher am Reibersdorfer Ortsteil Wald  vorbei nach Norden floss, wurde unterhalb von Opolno Zdrój kanalisiert und in einem neuen Flussbett nach Osten am Stadtrande von Bogatynia um den Tagebau Turów geleitet. Der Schladebach hat heute eine Länge von 7,5 km. 